# Bão tố cuộc đời
Morrasoom Sawaat (tên tiếng Thái: มรสุมสวาท, tên tiếng Việt: Bão tố cuộc đời) là bộ phim truyền hình Thái Lan phát sóng vào năm 2015. Phim phát sóng trên kênh Channel 7 (CH7) với sự tham gia của Sukollawat Kanarot & Tussaneeya Karnsomnut.

## Nội dung
Sayompu, một doanh nhân thành đạt của ngành xây dựng, đồng thời cũng là một chàng trai đào hoa, có sức hấp dẫn với các cô gái, đã tình cờ gặp gỡ Kumarica, con gái thứ của Burut, một cựu thứ trưởng quay ra đầu tư kinh doanh bất động sản. Anh chàng lãng tử, giàu có và đào hoa đã nhanh chóng bị Kumarica, cô nữ sinh mới tròn 17 tuổi chinh phục bằng sự ngây thơ, trong trắng nhưng cũng rất mạnh mẽ của mình. Mối tình tưởng của hai người tưởng chừng sẽ diễn ra tốt đẹp nhưng định mệnh nghiệt ngã đã tạo ra biết bao giông tố cho mối tình của lứa đôi này khi Kumarica phát hiện ra Sayompu thực chất là một mafia của một băng đảng khét tiếng... Những hiểu lầm liên tiếp đã khiến họ phải rời xa nhau. Rốt cuộc bão tố cuộc đời sẽ đẩy Sayompu và Kumarica đi về đâu? Liệu họ có được gặp lại nhau nữa không?

## Diễn viên
- Sukollawat Kanarot as Jao Por Sayomphu (Phu)
- Tussaneeya Karnsomnut as Kumarika (Kwang) Isaraseri
- Hana Lewis as Piyathida (Da)
- Mantana Himatongkam as Sa-Aard
- Manatsanun Panlertwongskul as Wor
- Chawallakorn Wanthanapisitkul as Laviwan / Wit
- Watsaporn Wattanakoon as Wantanee
- Sajakard Jitperngtam as Character Name
- Kajornsak Rattananissai as Sia Ophat
- Nattarin Suwannalerd as Wimonman
- Nuntasai Pisolyabut as King
- Nathaschai Charasmas as Akkarapol / "Pol"
- Angsana Buranon as Korbkun
- Ratawan Aomtisong as Taeng

## Ca khúc nhạc phim
- ขอพูดในใจก็พอ / Kor Poot Nai Jai Gor Por - Sukollawat Kanarot
- เพลงเธอคือมรสุม / Ter Keu Morrasoom - Tussaneeya Karnsomnut

## Rating
| Tập        | Rating |
| ---------- | ------ |
| 1          | 5.85   |
| 2          | 5.9    |
| 3          | 6.8    |
| 4          | 5.58   |
| 5          | 4.44   |
| 6          | 5.91   |
| 7          | 6.34   |
| 8          | 8.1    |
| 9          | 8.8    |
| 10         | 7.99   |
| 11         | 8.08   |
| 12         | 7.71   |
| 13         | 8.39   |
| 14         | 8.3    |
| 15         | 9.0    |
| 16         | 10.4   |
| Trung bình | 7.35   |